# Hemidactylus arnoldi
Hemidactylus arnoldi este o specie de șopârle din genul Hemidactylus, familia Gekkonidae, descrisă de Lanza 1978. Conform Catalogue of Life specia Hemidactylus arnoldi nu are subspecii cunoscute.